# Hohe-Wand-Wiese
Hohe-Wand-Wiese är, tillsammans med Dollwiese i Hietzing, en av två skidbackar i Wien i Österrike. Här kördes 1967 världens första parallellslalomtävling, och 1986 hölls här tävlingar vid världscupen i alpin skidåkning.

### Fotnoter
1. 1 2  Weltcup Parallelslaloms in Wien – Historische Sportveranstaltungen in Wien. Arkiverad 19 november 2007 hämtat från the Wayback Machine.:, läst 17 juli 2010.